# Jagjaguwar
Jagjaguwar ist ein US-amerikanisches Independent-Label mit Sitz in Bloomington im US-Bundesstaat Indiana. Das Label wurde in Charlottesville (Virginia) von Darius Van Arman gegründet und zog nach den ersten Veröffentlichungen nach Bloomington um. Bald kam als Geschäftspartner Chris Swanson dazu, der auch das Secretly-Canadian-Label, ebenfalls in Bloomington und Dead Oceans beheimatet betreibt.

## Künstler
- Angel Olsen
- Aspera
- Bevel
- Black Mountain
- Bon Iver
- Company
- Robert Creeley
- The Curious Digit
- Dirty Faces
- Julie Doiron
- Drunk
- Jad Fair
- Fuck
- Daniel Johnston
- Dinosaur Jr.
- Simon Joyner
- Lightning Dust
- Love Life
- Manishevitz
- Midnight Sister
- Minus Story
- Monroe Mustang
- Moses Sumney
- Nad Navillus
- Nagisa Ni Te
- Odawas
- Okkervil River
- Oneida
- Parker Paul
- Parts & Labor
- Patrick Phelan
- Pink Mountaintops
- The Skygreen Leopards
- South
- Spokane
- Stigma Rock Unit
- The Union of a Man and a Woman
- Sarah White
- Wilderness
- Richard Youngs